# Caxambu (Minas Gerais)
Caxambu is een gemeente in de Braziliaanse deelstaat Minas Gerais. De gemeente telt 21.431 inwoners (schatting 2009).

## Aangrenzende gemeenten
De gemeente grenst aan Baependi, Conceição do Rio Verde, Pouso Alto en Soledade de Minas.